# HD 118889
HD 118889 är en gulvit stjärna i huvudserien i Björnvaktarens stjärnbild.
Stjärnan har visuell magnitud +5,58 och är svagt synlig för blotta ögat vid normal seeing.